# Хирини, Сара
Сара Хирини MNZM (англ. Sarah Hirini), урождённая Сара Госс (англ. Sarah Goss, родилась 9 декабря 1992) — новозеландская регбистка, играющая на позиции фланкера. Олимпийская чемпионка 2020 года и серебряный призёр Олимпиады 2016 года по регби-7, двукратная чемпионка мира по регби-7 в составе сборной Новой Зеландии.

## Игровая карьера
Первый тренер — Роберт Джонс. В прошлом Госс была игроком клуба «Манауату Турбос» в чемпионате провинций Новой Зеландии, в 2013 году на чемпионате страны по регби-7 в Куинстауне была капитаном команды и одержала победу. В 2016 году перешла в «Бэй оф Пленти». В составе сборной Новой Зеландии выигрывала дважды чемпионаты мира по регби-7 в 2013 и 2018 году, а также стала чемпионкой мира по регби-15 в 2017 году. Четырежды чемпионка Мировых серий по регби-7. Серебряный призёр Олимпиады в Рио-де-Жанейро, чемпионка Олимпиады в Токио.
В 2019 году награждена Орденом Заслуг.

## Стиль игры
Выполняет много «черновой работы», ловкий защитник.

## Личная жизнь
Окончила среднюю школу Файлдинг. Выпускница университета Мэсси (специальность — язык и культура маори), в 2013 году была признана лучшей студенткой-спортсменкой года в университете. Сара сама является маори по происхождению из иви (племени) Нгати Кахунгуну.
Любимый регбист — Фара Палмер, трижды чемпионка мира; любимый спортсмен из другого вида спорта — Дэвид Бекхэм. Любимая актриса — Камерон Диас, любимый фильм — «Дорогой Джон».